# جودي ويست
جودي ويست (بالإنجليزية: Judi West)‏ هي ممثلة أمريكية، ولدت في 15 ديسمبر 1942.

## أعمال

### أفلام
- (1966) كعكة الحظ

## وصلات خارجية
- جودي ويست على موقع IMDb (الإنجليزية)
- جودي ويست على موقع ألو سيني (الفرنسية)
- جودي ويست على موقع أول موفي (الإنجليزية)
- جودي ويست على موقع قاعدة بيانات برودواي على الإنترنت (الإنجليزية)
- جودي ويست على موقع قاعدة بيانات الفيلم (الإنجليزية)